# حامل الخنجر
حامل الخنجر (الاسم العلمي: Xiphophorus)، جنس أسماك من فصيلة البكيلليات تعيش في المياه العذبة، مواطنها في المكسيك وشمال أمريكا الوسطى. الاسم العلمي Xiphophorus مشتق من اليونانية ςος (خنجر) وφόρος (حامل)، في إشارة إلى شكل زعنفتها الشرجية. جميعها أسماك صغيرة القد، تصل أطوالها القصوى من 3.5 إلى 16 سم (1.4 - 3.6 إنش) حسب الأنواع الدقيقة.